# ایچیکاوا، چیبا
ایچیکاوا، چیبا از شهرهای استان چیبا در ژاپن است که جمعیت آن در ۱ ژانویه ۲۰۰۸ ۴۷۰٬۱۴۹ نفر بوده‌است.